# Emil Theodor Kocher
Emil Theodor Kocher (ur. 25 sierpnia 1841 w Bernie, zm. 27 lipca 1917 tamże) – szwajcarski chirurg, laureat Nagrody Nobla w 1909 roku.

## Życiorys
W 1865 ukończył medycynę w Bernie, następnie studiował chirurgię w Zurychu, Berlinie, Londynie u Josepha Listera oraz w Wiedniu u Theodora Billrotha. W latach 1872–1911 był profesorem uniwersytetu w Bernie oraz kierownikiem uniwersyteckiej kliniki chirurgicznej, na którym to stanowisku pozostawał aż do śmierci.
Opracował wiele nowych metod operacyjnych – żołądka, pęcherzyka żółciowego, jelita grubego i tarczycy, a także wprowadził nowe narzędzia chirurgiczne własnej konstrukcji (kleszczyki chirurgiczne, zgłębnik). Autor podręcznika chirurgii operacyjnej Chirurgische Operationslehre (1892).
W 1909 otrzymał Nagrodę Nobla w dziedzinie medycyny za badania dotyczące fizjologii, patologii i chirurgii tarczycy.